# Erythria pyrenaea
Erythria pyrenaea est une espèce de cicadelles présente dans le massif du Canigou, dans l'Est des Pyrénées, à une altitude d'environ 1 500 m. Elle a été décrite en 1999 par Reinhard Remane et William Della Giustina à partir d'individus collectés sur les territoires des communes de Prats-de-Mollo-la-Preste et Corsavy.